# Mesamphiagrion gaianii
Mesamphiagrion gaianii – gatunek ważki z rodziny łątkowatych (Coenagrionidae).